# Ruvyirame
Ruvyirame är ett vattendrag i Burundi.   Det ligger i provinsen Cibitoke, i den nordvästra delen av landet, 60 kilometer norr om huvudstaden Bujumbura.
Omgivningarna runt Ruvyirame är en mosaik av jordbruksmark och naturlig växtlighet. Runt Ruvyirame är det tätbefolkat, med 276 invånare per kvadratkilometer.